# 克洛氏马先蒿
克洛氏马先蒿（学名：Pedicularis croizatiana）为列当科马先蒿属的植物，是中国的特有植物。分布在中国大陆的西藏、四川等地，生长于海拔3,700米至4,200米的地区，见于松林及高山草地中，目前尚未由人工引种栽培。